# TMP音楽祭
TMP音楽祭とは、宝塚歌劇団による特別公演。(TMPとは、TAKARAZUKA MUSIC PUBLISHING CO.,LTD.から)
関連がある前身の公演、後の公演についても、記述。

## 概要
1975年、特別イベント「サタデー・タカラヅカ」としてはじまり、宝塚ミラーボールとして開催され続けた((1975年から、1993年まで36回開催)
普段の公演では見ることのできない、リサイタル、音楽祭、愛読者大会など、多彩な催し物がある))。
1979年に「宝塚レコード音楽祭」、1983年から『TMP音楽祭』となった。1995年より「TCAスペシャル」、2008年より｢タカラヅカスペシャル」となる。
本公演(普段の公演)では、観られない演目や寸劇など、専科、組を越えての競演がある。

## 公演
- 年数、タイトルなどを記述。

### サタデータカラヅカ
1975年
- 第1回サタデー・タカラヅカ「越路吹雪・宝塚で唄う」（5月9日・10日）[1][2]
- 第2回サタデー・タカラヅカ「ジュンヌ・エトワール--宝塚シャンソン・フェスティバル」（8月22日）
- 第3回サタデー・タカラヅカ「ヨーロッパ公演プレビュー」

### 宝塚ミラーボール
1976年
- 第4回宝塚ミラーボール「初風諄・愛のアルバム」
- 第5回宝塚ミラーボール「’76ジャズ音楽祭」
- 第6回宝塚ミラーボール「ALOHA HAWAII」
- 第7回宝塚ミラーボール「フォーク・ファンタジー」
- 第8回宝塚ミラーボール「葦原邦子・宝塚を歌う」

1977年
- 第9回宝塚ミラーボール「虹のカーニバル」
- 第10回宝塚ミラーボール「モンパリ誕生50年祭」
- 第11回宝塚ミラーボール「鳳蘭リサイタル・肖像画」
- 第12回宝塚ミラーボール「越路吹雪・宝塚で唄う」

1978年
- 第13回宝塚ミラーボール「布施明 in Takarazuka」
- 第14回宝塚ミラーボール「中南米公演試演会」

1979年
- 第15回宝塚ミラーボール「'79宝塚レコード音楽祭」
- 第16回宝塚ミラーボール「'79愛読者大会」

1980年
- 第17回宝塚ミラーボール『'80宝塚レコード音楽祭』
- 第18回宝塚ミラーボール『リサイタル・寺田瀧雄の世界』
- 第19回宝塚ミラーボール『'80愛読者大会』

1981年
- 第20回宝塚ミラーボール『'81宝塚レコード音楽祭』
- 第21回宝塚ミラーボール『シャンソン・スーベニール～ラストダンスをあなたに』
  - 【主な出演者】
  - 専科 明日香都
  - 月組 榛名由梨・みさとけい・大地真央
  - 雪組 麻実れい・寿ひずる・遥くらら・箙かおる・桐さと実・花宮らら・奈々央とも・花鳥いつき・飛鳥裕・暁美里・奈美ゆかり・鼓千奈・このみ芝麻・草笛雅子・上代粧子・杜けあき・明都ゆたか
  - 星組 瀬戸内美八・東千晃・峰さを理

越路吹雪を偲び、越路吹雪のレパートリーを現役スター(タカラジェンヌ)たちが
歌いつづる。
1982年
- 第22回宝塚ミラーボール『'82宝塚レコード音楽祭』[3]
- 第23回宝塚ミラーボール『'82愛読者大会-白井鐵造作品による-』
  - 第1部 舞踊 宝塚讃歌集
  - 第2郎 グランドレビュー すみれの花咲く頃(白井鐵造作品集より)

関連
- 第22回宝塚ミラーボール '82宝塚レコード音楽祭(カセットテープ/TMPK-11)
- 第23回宝塚ミラーボール ’82愛読者大会-白井鐵造作品による-(LPレコード/TMP1025-26)

### TMP音楽祭
1983年
- 第24回宝塚ミラーボール『TMP音楽祭』
- 第25回宝塚ミラーボール特別記念公演「加山雄三とたからじぇんぬ」　(ジョイントファンタジー)
  - 【主な出演者】
  - 月組 大地真央 剣幸 黒木瞳
  - 雪組 麻実れい 遥くらら 平みち

1984年
- 第26回宝塚ミラーボール「TMP音楽祭」宝塚70年を歌う
  - 【主な出演者】
  - (専科) 榛名由梨・明日香都・矢代鴻
  - (花組) 宝純子・美野真奈・高汐巴・麻里光・大浦みずき・潮あかり・若葉ひろみ・朝香じゅん・瀬川佳英・ひびき美都・柊和希・秋篠美帆・梢真奈美・峰丘奈知・水原環
  - (月組) 有明淳・条はるき・大地真央・剣幸・桐さと実・旺なつき・郷真由加・春風ひとみ・こだま愛・黒木瞳・涼風真世
  - (雪組) 麻実れい・平みち・遥くらら・奈々央とも・草笛雅子・杜けあき・毬谷友子・北原遥子
  - (星組)峰さを理・南風まい
  - 特別出演：明石照子・眞帆志ぶき・鳳蘭

1985年
- 第27回宝塚ミラーボール「TMP音楽祭」ブロードウェイにようこそ
  - 【主な出演者】
  - (専科) 榛名由梨・明日香都・八代鴻
  - (花組) 高汐巴・若葉ひろみ・大浦みずき・麻里光・朝香じゅん・瀬川佳英・幸和希・秋篠美帆・峰丘奈知・水原環・真矢みき
  - (月組) 大地真央・黒木瞳・剣幸・火の鳥美奈・新千ひろ・桐さと実・常盤幸子・旺なつき・郷真由加・仁科有理・春風ひとみ・こだま愛・涼風真世・朝凪鈴
  - (雪組) 麻実れい・平みち・北斗ひかる・箙かおる・美風りざ・草笛雅子・杜けあき・立原かえ・毬谷友子・一路万輝
  - (星組) 峰さを理・湖条れいか・南風まい・日向薫・紫城いずみ・ありす未来・紫苑ゆう・花愛望都・洲悠花・三城礼・毬藻えり

1986年
- 第28回宝塚ミラーボール「TMP音楽祭」ザッツ・ムービー
  - 【主な出演者】
  - (専科) 明日香都・矢代鴻
  - (花組) 高汐巴・大浦みずき・朝香じゅん・瀬川佳英・青柳有紀・ひびき美都・幸和希・弦さやか・御織ゆみ乃・秋篠美帆・梢真奈美・峰丘奈知・安寿ミラ・水原環・三矢直生・真矢みき
  - (月組) 未沙のえる・剣幸・桐さと実・郷真由加・仁科有理・春風ひとみ・こだま愛・涼風真世・朝凪鈴
  - (雪組) 平みち・北斗ひかる・箙かおる・奈々央とも・上代粧子・杜けあき・古代みず希・岬甲・一路万輝・神奈美帆
  - (星組) 峰さを理・湖条れいか・日向薫・あづみれいか・紫苑ゆう・南風まい・花愛望都・燁明

- 第29回宝塚ミラーボール「愛読者大会・タカラヅカ行進曲」

「タカラヅカ行進曲」
第1部「モン・パリ」60年
タカラヅカレビュー創世期の舞台作りのエピソードを描き、「モン・パリ」の一部を再現。
第2部 4組トップスター、それぞれのショー。
- 第一場　プロローグＡ
- 第二場　プロローグＢ/タカラヅカ行進曲
- 第三場　星組コーナー/『レビュー交響楽』より
- 第四場　タカラヅカ行進曲
- 第五場　月組コーナー/『ガイズ＆ドールズ』より
- 第六場　タカラヅカ行進曲
- 第七場　雪組コーナー/『アンド・ナウ』より
- 第八場　タカラヅカ行進曲
- 第九場　花組コーナー/『メモアール・ド・パリ』より
- 第十場　フィナーレ

関連
- 第29回ミラーボール '86歌劇宝塚グラフ 愛読者大会 タカラヅカ行進曲 実況録音(LPレコード/BR02-01)
- タカラヅカ行進曲 シングルレコード(ピクチャーレコード/EP/TMPS―101)
- 87 宝塚歌劇全主題歌集(CD/TMPC-4B) タカラヅカ行進曲収録

1987年
- 第30回宝塚ミラーボール「TMP音楽祭」モンパリ生誕60周年記念--ラ・シャンソン
  - 【主な出演者】
  - （専科）明日香都・矢代鴻
  - （花組）高汐巴・大浦みずき・朝香じゅん・瀬川佳英・ひびき美都・幸和希・秋篠美帆・梢真奈美・峰丘奈知・安寿ミラ・水原環・真矢みき
  - （月組）未沙のえる・剣幸・桐さと実・郷真由加・春風ひとみ・こだま愛・涼風真世・朝凪鈴・羽根知里・いつき吟夏・弥生みつき・雪邑響子・若木萌・虹園春美・夏妃真美・蘭玲花・真代朋奈・沢渡三起・穂高つゆき・轟悠・夏河ゆら・暁なぎさ・登羽歩
  - （雪組）平みち・北斗ひかる・仁科有理・杜けあき・一路真輝・神奈美帆
  - （星組)峰さを理・日向薫・あづみれいか・紫苑ゆう・南風まい・洲悠花・三城礼・花愛望都・燁明
- 第Ｉ部　 サ・セ・パリ

― Ca C'est Paris ―
- 第II部　 ベル・エポック

― Belle Époque ―
- 第III部　パリ・ド・ニュイ

― Paris de Nuit ―
- 第IV部　シャンソン・ド・タカラヅカ ― Chanson de Takarazuka ―
- 第V部　フィナーレ

― Finale ―
1988年
- 第31回宝塚ミラーボール「TMP音楽祭」永遠のポップス
  - 【主な出演者】
  - （花組)大浦みずき・朝香じゅん・瀬川佳英・ひびき美都・梢真奈美・峰丘奈知・安寿ミラ・真矢みき・友麻夏希・詩乃優花・華陽子・香坂千晶
  - （月組）未沙のえる・剣幸・郷真由加・春風ひとみ・こだま愛・涼風真世・朝凪鈴・若央りさ・檀ひとみ・久世星佳・轟悠・天海祐希
  - （雪組）平みち・仁科有理・杜けあき・一路真輝・神奈美帆・高嶺ふぶき・紫とも・鮎ゆうき
  - （星組）日向薫・紫苑ゆう・南風まい・洲悠花・花愛望都・燁明・毬藻えり・海峡ひろき・麻路さき・大輝ゆう・朋舞花

1989年
- 第32回宝塚ミラーボール「TMP音楽祭」ザッツ・ムービーⅡ
  - 【主な出演者】
  - （花組）大浦みずき・朝香じゅん・瀬川佳英・ひびき美都・梢真奈美・峰丘奈知・安寿ミラ・真矢みき・友麻夏希・夏目佳奈・詩乃優花・宝樹芽里・華陽子・香坂千晶・愛華みれ・夢乃千琴・真琴つばさ・香寿たつき・萌水せりか・霧原翔子・紫吹淳・路あかり・夏城令・匠ひびき・姿月あさと
  - （月組）剣幸・こだま愛・涼風真世・朝凪鈴・若央りさ・久世星佳・羽根知里・紫とも・天海祐希
  - （雪組）仁科有理・杜けあき・一路真輝・海峡ひろき・高嶺ふぶき・轟悠・鮎ゆうき
  - （星組）日向薫・紫苑ゆう・洲悠花・花愛望都・毬藻えり・麻路さき・大輝ゆう

1990年
- 第33回宝塚ミラーボール「TMP音楽祭」アカデミー音楽賞に輝く60年--サウンド・イン・ビック・シティ

1991年
- 第34回宝塚ミラーボール「TMP音楽祭」エスノ・ポップス

1992年
- 第35回宝塚ミラーボール「TMP音楽祭」SONGS IN YOUR HEART--宝塚大劇場を飾った歌の68年

1993年
- 第36回宝塚ミラーボール「TMP音楽祭」青春フォーエバー
  - 【主な出演者】
  - （花組）安寿ミラ・真矢みき・森奈みはる
  - （月組）涼風真世・天海祐希・麻乃佳世
  - （雪組）一路真輝・高嶺ふぶき・紫とも
  - （星組）紫苑ゆう・麻路さき・白城あやか

### TMPスペシャル
1994年
- 「TMPスペシャル」夢まつり宝塚’94ファン感謝の夕べ
  - 【主な出演者】
  - (花組) 未沙のえる・一原けい・安寿ミラ・真矢みき・美月亜優・海峡ひろき・天地ひかり・詩乃優花・宝樹芽里・愛華みれ・紫吹淳・匠ひびき・夏城令・森奈みはる・渚あき・初風緑・妃宮玲子・伊織直加・真由華れお・月影瞳
  - （月組）邦なつき・葵美哉・大峯麻友・若央りさ・久世星佳・夏河ゆら・真琴つばさ・真山葉瑠・美原志帆・天海祐希・姿月あさと・麻乃佳世・汐風幸・嘉月絵理・山吹紗世・那津乃咲・風花舞・星野瞳・彩輝直・成瀬こうき
  - （雪組）京三紗・飛鳥裕・古代みず希・小乙女幸・泉つかさ・早原みゆ紀・一路真輝・高嶺ふぶき・轟悠・香寿たつき・五峰亜季・毬丘智美・朱未知瑠・有未れお・和央ようか・高倉京・宝樹彩・純名里沙・楓沙樹・翠花果・花總まり
  - （星組）一樹千尋・夏美よう・紫苑ゆう・千珠晄・英真なおき・出雲綾・千秋慎・麻路さき・万里柚美・朋舞花・稔幸・真織由季・絵麻緒ゆう・希佳・白城あやか・神田智・湖月わたる・万理沙ひとみ・星奈優里・陵あきの

’94年TMP音楽祭
宝塚歌劇団創立八十周年を記念し、TMPスペシャルとなり、夢まつり宝塚’94と題される。音楽祭と愛読者大会のサンドイッチ方式で開催。
- 第一部 音楽祭 構成
  - プロローグ シャンソン
  - フィナーレ スパニッシュ

第１場　プロローグ
＜パリ・メドレー＞
- すみれの花咲く頃
- パリゼット
- ローズ・パリ
- シャンソン・ド・パリ
- サ・セ・パリ

＜宝塚メドレー＞
- タカラジェンヌに栄光あれ
- ハロー・タカラヅカ
- ああ宝塚わが宝塚
- レインボー宝塚
- パレード・宝塚

第２場　MC トップスター四人
第３場　『星組』 
- 「風と共に去りぬ～私とあなたは裏表～」

第４場　『花組』
- 「風と共に去りぬ～霊界編～」

第５場A　スパニッシュ・イン・タカラヅカA
- タラのテーマ

＜スパニッシュ・メドレー＞ 
- ジェラシー
- グラナダ
- アマポーラ
- マラゲーニャ
- スパニッシュ・ダンス

第５場　スパニッシュ・イン・タカラヅカB
- 第二部 
  - プロローグ 風と共に去りぬ 名曲集 〜各組の競演(愛読者大会パート)
  - フィナーレ
  - ラテン DE タカラヅカ
  - シャンソン DE タカラヅカ
  - ビート DE タカラヅカ

〜大劇場 公演のショーから
第六場　オープニング
- 愛のフェニックス
- 君はマグノリアの花の如く
- ナイト・アンド・デイ
- 愛のフェニックス

第７場　『雪組』
- 「風と共に去りぬ～スカーレット編～」

第８場　『月組』
- 「風と共に去りぬ～日本編～」

第９場　夢まつり
- かわらぬ想い
- 君は我が心のすべて
- ティアドロップス
- うたかたの恋

第10場　フィナーレ
＜ラテン・DE・タカラヅカ＞
- パラダイス・トロピカーナ
- ジタン・デ・ジタン
- コート・ダジュール
- ムーンライト・ロマンス
- ノーバ・アモーレ
- 魅惑のサンバ

＜シャンソン・ド・タカラヅカ＞
- メモアール・ド・パリ

＜ビート・DE・タカラヅカ＞
- ブレイク・ザ・ボーダー！
- 恋は冒険
- Dance With Me
- Too Hot!
- ラ・パッション！
- この愛よ永遠に
- タカラヅカ行進曲

### TCAスペシャル
1995年
- 「TCAスペシャル」マニフィーク・タカラヅカ

1996年
- 「TCAスペシャル」メロディーズ・アンド・メモリーズ

1997年
- 「TCAスペシャル」レビュー・ルネッサンス記念公演--ザ・祭典 四組夢の競演

1998年
- 「TCAスペシャル」タカラジェンヌ！ 5組そろって 大行進

1999年
- 「TCAスペシャル」ハロー！ワンダフルタイム

2000年
- 「TCAスペシャル」白井鐵造生誕100年記念--KING OF REVUE

2001年
- 「TCAスペシャル」タカラヅカ夢世紀

2002年
- 「TCAスペシャル」DREAM--宝塚歌劇88周年

- TAKARAZUKA SKY STAGE開局記念 特別公演--Love

2003年
- 「TCAスペシャル」2003年特別公演 ディア・グランド・シアター 宝塚大劇場 10年の軌跡

2004年
- 「TCAスペシャル」2004年特別公演 90周年記念 TCAスペシャル2004 タカラヅカ90 100年への道

- 2004 OGバージョン 宝塚歌劇90周年 TCAスペシャルゴールデン・メモリーズ 華麗なる卒業生達の競演

- 2004年7月12日

宝塚歌劇90周年を記念して、平成の主役スター達が揃う「TCAスペシャル・OGバージョン」が東京宝塚劇場で上演。在籍した組に分かれ、それぞれのヒット作の主題歌を披露。
- 主な出演者

大浦みずき・剣幸・日向薫・ひびき美都・こだま愛・安寿ミラ・毬藻えり・涼風真世・真矢みき・一路真輝・麻路さき・久世星佳・紫とも・稔幸・真琴つばさ・姿月あさと・森奈みはる・麻乃佳世・渚あき・星奈優里・月影瞳・大鳥れい・森ほさち

2005年
- 「TCAスペシャル」TCAスペシャル2005 BEAUTIFUL MELODY BEAUTIFUL ROMANCE

2006年
- 「TCAスペシャル」 TCAスペシャル2006ワンダフル・ドリーマーズ 人は夢見る

2007年
- 「TCAスペシャル」 TCAスペシャル2007 アロー!レビュー!「モン・パリ」80周年記念

### タカラヅカスペシャル
2008年
- 「タカラヅカスペシャル」La Festa

2009年
- 「タカラヅカスペシャル」WAY TO GLORY

2010年
- タカラヅカスペシャル2010 FOREVER TAKARAZUKA

2011年
- タカラヅカスペシャル2011 明日に架ける夢

2012年
- タカラヅカスペシャル2012 ザ・スターズ

2013年
2014年
- タカラヅカスペシャル2014 Thank you for 100 years

2015年
- タカラヅカスペシャル2015 New Century，Next Dream

2016年
- タカラヅカスペシャル2016 Music Succession to Next

2017年
- タカラヅカスペシャル2017　ジュテーム・レビュー  モン・パリ誕生90周年

2018年
- タカラヅカスペシャル2018 Say! Hey! Show Up!!

2019年
- タカラヅカスペシャル2019 Beautiful Harmony

2020年
2021年
2022年
2023年
2024年

## 音楽作品

### LP
- 第18回宝塚ミラーボール リサイタル～寺田瀧雄の世界(1980(S55)年8月25-26日公演実況録音(40AH-1113-4/LP2枚組)
- 第21回宝塚ミラーボール『シャンソン・スーべニール〜ラストダンスをあなたに』（TMP1006-7）

### CD
- 宝塚大劇場で歌う 越路吹雪 (ToshibaCorporation/ユニバーサルミュージック)2005年3月30日 TOCT-16004 オリジナル発売日	1978年02月20日

## 映像作品

### ビデオ
- 84TMP音楽祭　宝塚70年を歌う TMPV-1B
- 86TMP音楽祭　ザッツ・ムービー! TMPV-8B
- 87TMP音楽祭　ラ・シャンソン TMPV-11B
- 88TMP音楽祭　永遠のポップス TMPV-15B
- 89TMP音楽祭　ザッツ・ムービー!II TMPV-19B
- 90TMP音楽祭　サウンド・イン・ビッグ・シティ TMPV-23B
- 91TMP音楽祭　エスノ・ポップス TMPV-30B
- 92TMP音楽祭　SONG IN YOUR HEART TMPV-41B
- 93TMP音楽祭　青春フォーエバー! TMPV-44B
- TMPスペシャル　夢まつり宝塚’94-ファン感謝祭の夕べ- TMPV-53B(宝塚音楽出版)宝塚大劇場 1994年5月21日収録（138分）
- 95TCAスペシャル　マニフィーク・タカラヅカ TCAV-7B
- 96TCAスペシャル　Melodies and Memories TCAV-24B
- 97TCAスペシャル　ザ・祭典～四組夢の競演～ TCAV-46B
- 98TCAスペシャル　タカラジェンヌ!～五組そろって大行進～ TCAV-71B
- 99TCAスペシャル　ハロー!ワンダフル・タイム TCAV-108B
- TCAスペシャル2000　KING OF REVUE TCAV-153B
- TCAスペシャル2001　タカラヅカ夢世紀 TCAV-175B
- TCAスペシャル2002　LOVE　宝塚大劇場 TCAV-209B
- TCAスペシャル2003　ディア・グランド・シアター TCAV-261B
- TCAスペシャル OGバージョン TAKARAZUKAゴールデン・メモリーズ  TCAV-295B
- TCAスペシャル2004　タカラヅカ90-100年への道- TCAV-296B
- TCAスペシャル2005　ビューティフル・メロディー　ビューティフル・ロマンス TCAV-317B
- TCAスペシャル2006　ワンダフル・ドリーマーズ TCAV-342B
- 加山雄三とたからじぇんぬ(LD(VHS/β))国立国会図書館サーチページ

### DVD
- TCAスペシャル OGバージョン TAKARAZUKAゴールデン・メモリーズ TCAD-33B
- TCAスペシャル2007 アロー!レビュー! TCAD-189B
- タカラヅカスペシャル2008 La Festa! TCAD-237A
- タカラヅカスペシャル2009 WAY TO GLORY TCAD-284A
- タカラヅカスペシャル2010 FOREVER TAKARAZUKA TCAD-312A
- タカラヅカスペシャル2011 明日に架ける夢 TCAD-356A
- タカラヅカスペシャル2012 ザ・スターズ -プレ・プレ・センテニアル- TCAD-393A
- タカラヅカスペシャル2014 Thank you for 100 years TCAD-461A
- タカラヅカスペシャル2015 New Century, Next Dream TCAD-487A
- タカラヅカスペシャル2016 Music Succession to Next TCAD-519A
- タカラヅカスペシャル2017 ジュテーム・レビュー モン・パリ誕生90周年 TCAD-548B

### BD(Blu-ray)
- タカラヅカスペシャル2018 Say! Hey! Show Up!! TCAB-75A
- タカラヅカスペシャル2019 Beautiful Harmony TCAB-123A

### 主な放送
- 関西テレビ(花の指定席など)
- タカラヅカスカイステージ
- WOWOW(衛星放送)

## 関連
- サタデータカラヅカ
- 宝塚ミラーボール
- 宝塚フェスティバル
- 宝塚グランド・フェスティバル
- 愛読者大会
- 宝塚友の会
- 大運動会
- 宝塚音楽学校文化祭
- 宝塚歌劇団
- 記念式典
- グランド・レビュー「おゝ宝塚」―宝塚この２５年記念公演―(1981年)
- モン・パリ(モン巴里((曲(名))
- レビュー記念日(9月1日)[4]1987年制定
- 逸翁スペシャル・逸翁コンサート
- 宝塚100周年
- 宝塚音楽学校創立110周年記念式典
- アデュー・大劇場　「宝塚　我が心のふるさと」((宝塚大劇場)1992年11月7日（18時30分）8日（15時/19時))
- 「アデュー・東京宝塚劇場」((東京宝塚劇場(1997年12月27日（15時30分）28日（11時 / 15時30分）29日 (16時30分))
- 『DREAM TRAIL』それは、宝塚伝説(2011年)
- DREAM,A DREAM 梅田芸術劇場 (2013年)
- セレブレーション100！宝塚～この愛よ永遠に～（2014年・青山劇場ほか）
- 宝塚100周年 夢の祭典 時を奏でるスミレの花たち(2014年)
- 宝塚巴里祭
- 宝塚テレビ劇場
- タカラヅカ花の指定席
- タカラジェンヌ
- 宝塚歌劇舞台中継 (関西テレビ)
- 衛星放送
- BS2(NHK)
- WOWOW 宝塚プルミエール　宝塚への招待　宝塚・スターの小部屋　ほか
- ハイビジョン
- 有線放送(USEN)宝塚歌劇実況(放送)
- 宝塚企画
- 宝塚音楽出版株式会社(TMP・TAKARAZUKA MUSIC PUBLISHING CO.,LTD.)
- 宝塚クリエイティブアーツ(TCA・TAKARAZUKA Creative Arts CO.,LTD.)/配信deタカラヅカ
- タカラヅカ レビュー ミュージック(TAKARAZUKA REVUE MUSIC)
- Quatre Reves(キャトルレーヴ(オンライン))
- コロムビア 戦前から戦後に、宝塚関連のSPレコードを発売
- CBSソニー 1980年から1981年に、宝塚関連のレコードを発売
- 宝塚映像
- 東宝レコード
- フラッシュ・タカラヅカ
- TAKARAZUKA SKY STAGE
- 宝塚アーカイブス(スカイステージ)
- 歌劇 (雑誌)
- 宝塚グラフ(宝塚GRAPH)(雑誌)
- 逸翁美術館
- 小林一三
- 小林公平

備考
- 愛読者大会

雑誌 「歌劇」「宝塚グラフ」の愛読者のための催し
スター総出演による「ファンのためのお祭り」